# Ibrahim Qoleilat
Ne doit pas être confondu avec Rana Abdel-Rahim Koleilat.
Ibrahim Qoleilat (né en 1940) est un homme politique libanais.

## Biographie
Chef du parti nassérien, connu sous le nom d'Al-Mourabitoun, fondé en 1958, il organisa une milice multiconfessionnelle, composée spécialement de musulmans sunnites, chiites et de chrétiens progressistes. Sa milice, forte de plus de 3000 combattants, a pris une part active à la guerre du Liban, en s'alliant à l'Organisation de libération de la Palestine (OLP), dirigée par Yasser Arafat, en s'alliant aussi aux autres partis de gauche pour former le Mouvement national libanais, contre les partis de la droite libanaise à majorité chrétienne.
En 1982 sa milice al-Mourabitoun a défendu avec acharnement Beyrouth, assiégée par l'armée israélienne, et ce pendant 3 mois, et a continué sa résistance à l'occupant, jusqu'au retrait des troupes israéliennes de la capitale libanaise.
En 1985, profitant de son voyage en France, et sous la pression du régime syrien, ses ex-alliés du Parti socialiste progressiste et du groupe Amal se sont retournés contre lui, car il était aussi opposé à la domination syrienne qu’israélienne sur le Liban.
Depuis, il a choisi de s'exiler et n'a plus pris position sur la scène politique libanaise.
En 2001 son parti s'est réorganisé et a renoué ses alliances avec les autres partis libanais progressistes, mais depuis le renforcement de la crise politique au Liban, à la suite de l'assassinat de l'ex-premier ministre libanais Rafic Hariri, de nombreuses rumeurs annoncent son retour au pays.